# Ахмеров, Исхак Абдулович
Исхак Абдулович Ахмеров (тат. Исхак Габдулла улы Әхмәров; 7 апреля 1901—18 июля 1976) — советский разведчик, полковник, руководитель советской резидентуры в США в 1937—1945 гг.

## Биография
По национальности татарин. Получив среднее образование, с 1921 года продолжил учёбу в Коммунистическом университете народов Востока. Год спустя поступил в Московский университет на факультет международных отношений и окончил его в 1930 г. Поступил на работу в органы государственной безопасности. В 1930—1931 годах участвовал в борьбе с басмачеством на территории Узбекской ССР и Таджикской ССР.
В 1932 году Ахмеров был переведён в ИНО ОГПУ (внешнюю разведку) и после непродолжительной стажировки в Народном комиссариате иностранных дел направлен в Турцию, затем в Китай. В 1935 году направлен на нелегальную работу в США, где незадолго до этого погиб при невыясненных обстоятельствах резидент нелегальной разведки. Ему удалось быстро легализоваться и приступить к разведывательной работе. Он завербовал ряд агентов в госдепартаменте, министерстве финансов, спецслужбах, от которых в Москву начала поступать важная информация, и с 1937 года Ахмеров возглавил нелегальную резидентуру в США. В 1939 году он женился на молодой привлекательной американке Хелен Лоури — племяннице лидера компартии США Эрла Браудера. Сначала она была содержателем конспиративной квартиры, его соратником, а потом стала женой. Однако в конце года поступило указание наркома Берии отозвать весь личный состав резидентуры Ахмерова в Москву, что серьёзно подорвало советскую основную информационную базу в США, да и вызов нелегалов в Москву в те времена не сулил ничего хорошего. Но в 5-м отделе ГУГБ решили наиболее ценных помощников Ахмерова для снижения рисков их расшифровки не передавать на связь в легальную резидентуру.
В Москве в январе 1940 года нарком устроил разгром почти всей старой гвардии разведчиков, многие впоследствии были репрессированы, часть расстреляна. Ахмерову повезло — его с рядом других опытных разведчиков понизили до уровня стажёров и передали под начало вчерашних курсантов ШОН. Так описал в своих воспоминаниях этот эпизод Виталий Павлов, один из тех самых вчерашних курсантов: «Можно представить моё положение! Я, двадцатипятилетний молодой человек, никогда за кордоном не бывавший и ещё не видевший, так сказать, живого агента, должен был руководить тремя опытнейшими разведчиками-нелегалами с большим стажем работы».
С началом Великой Отечественной войны было решено вернуть Ахмерова в США и как можно быстрее ввести в действие нелегальную сеть в Вашингтоне, законсервированную в 1940 году. Одной из самых блестящих акций советской разведслужбы, инициатором и автором идеи которой был Ахмеров, стала операция «Снег», повлиявшая на отказ Японии от нападения на СССР.
Впоследствии Ахмеров возглавлял советскую резидентуру в США вплоть до 1945 года. Кроме русского и татарского языков, Ахмеров свободно владел турецким, английским и французским языками.
По возвращении в Москву в 1946 году Ахмеров был назначен заместителем начальника Управления нелегальной разведки МГБ (с 1954 г. КГБ) и трудился на этом посту около 10 лет.
За выполнение специальных заданий по линии нелегальной разведки полковник Ахмеров награждён двумя орденами Красного Знамени, орденом «Знак Почёта» и многими медалями. Ему был также вручен нагрудный знак «Почётный сотрудник госбезопасности».

Умер в 1976 году. Похоронен на Химкинском кладбище.

## Память
7 апреля 2011 года состоялось торжественное открытие мемориальной доски в честь 110-летия со дня рождения легендарного советского разведчика Ахмерова Исхака Абдуловича.
16 апреля 2015 года в Челябинске, на Алом поле (во дворе Дворца пионеров на площади Разведчиков) открыт памятник Исхаку Абдуловичу Ахмерову.
14 декабря 2015 года в Челябинске состоялась презентация книги Максима Бодягина «Ахмеров. История подвига».
В Советском районе города Казани Республики Татарстан есть улица разведчика Ахмерова.
В сериале «Начальник разведки» в роли И. А. Ахмерова снялся Егор Бероев